# المهارزة الساحل
المهارزة الساحل (باللهجة المغاربية: لمهارزة الساحل)؛ هي قرية مغربية غرب المملكة. تنتمي المهارزة الساحل لإقليم الجديدة. تضم هذه القرية 15.938 نسمة (إحصاء 2004).